# Досье «Чёрная канарейка»
«Досье „Чёрная канарейка“» (англ. Canary Black) — шпионский триллер режиссёра Пьера Мореля по сценарию Мэттью Кеннеди. Кейт Беккинсейл исполнит роль агента ЦРУ, находящегося в бегах. Съёмки фильма проходили в Хорватии. Премьера фильма состоялась на стриминговом сервисе Prime Video 24 октября 2024 года.

## Сюжет
Эйвери Грейвс — агент ЦРУ, чей муж был похищен террористами. Похитители шантажируют Грейвс информацией, которая может нанести вред её стране.

## В ролях
- Кейт Бекинсейл — Эвери Грейвс
- Руперт Френд
- Саффрон Берроуз
- Рэй Стивенсон

## Производство
Фильм «Чёрная канарейка» был впервые представлен потенциальным покупателям на Каннском кинорынке в 2022 году как шпионский триллер режиссёра Пьера Мореля, сценариста Мэттью Кеннеди и с Кейт Бэкинсейл в главной роли. На Американском кинорынке в том же году были опубликованы первые кадры из фильма.
Съёмки начались в Хорватии в октябре 2022 года и продолжались до января 2023 года. Съёмки в основном проходили в Загребе, где для съёмок ряда сцен на открытом воздухе было прервано движение нескольких загребских трамваев, в этих сценах Беккинсейл управляла дроном и свисала с крыш. В качестве съёмочной площадки в Загребе использовался стадион Максимир загребского «Динамо», а в городе Ровинь снимались сцены, действие которых по сценарию проходило в Токио.